# اندیس کوه پلنگی
کوه پلنگی یک اندیس فلزی است که در حوالی شهر شیر گشت استان خراسان قرار دارد و مادهٔ معدنی موجود در آن، سرب و روی است.سنگ میزبان این اندیس آهک است و دیرینگی آن به دوران ژوراسیک می‌رسد. 